# 暗紫鼠尾草
暗紫鼠尾草（学名：Salvia atropurpurea）是唇形科鼠尾草属的植物，是中国的特有植物。分布在中国大陆的云南等地，生长于海拔3,460米的地区，常生于草坡，目前尚未由人工引种栽培。